# Karolína Muchová
Karolína Muchová (Olomouc, 21 agosto 1996) è una tennista ceca.
Nel corso della sua carriera, costellata da una serie di infortuni che non le hanno permesso di giocare ad alti livelli con continuità, si è aggiudicata un titolo WTA e ha disputato la finale all'Open di Francia 2023, ottenendo come best ranking l'8ª posizione, raggiunta l'11 settembre 2023.

## Carriera

### 2013-2018: esordi
Esordisce nel circuito ITF Women's World Tennis Tour nell'ottobre 2013, quando aveva diciassette anni. L'anno seguente si aggiudica il primo titolo ITF. Nel 2017 approda nel tabellone principale di un torneo WTA per la prima volta in carriera: il Korea Open 2017, circostanza in cui cede in tre set a Priscilla Hon.

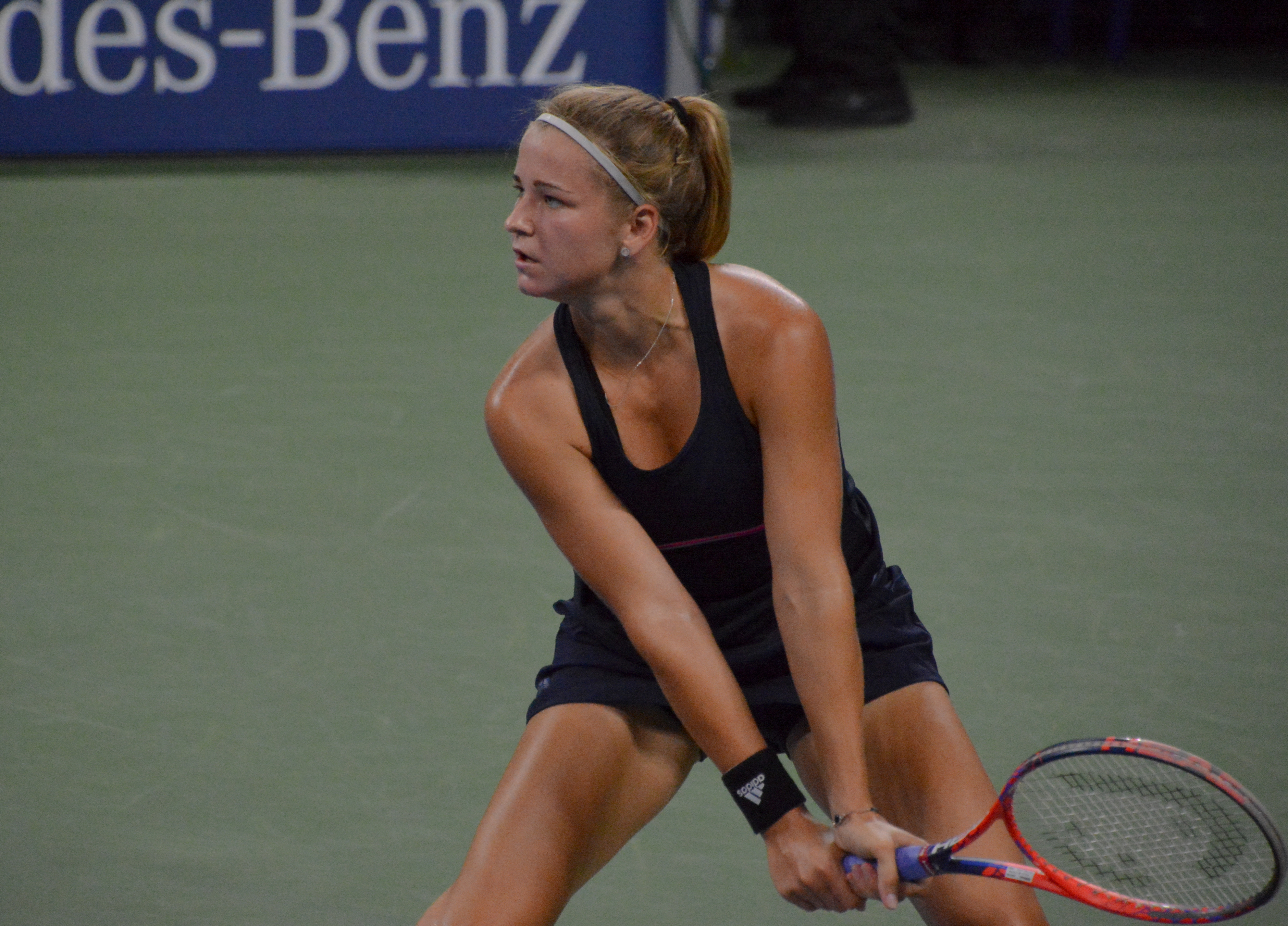
Karolína Muchová nel 2018

Nel 2018 partecipa alle qualificazioni del torneo di Stoccarda, dove viene sconfitta in tre set al primo turno dalla connazionale Markéta Vondroušová. Non fa meglio nemmeno all'Open di Francia, in quanto cede a Rebecca Šramková. A Wimbledon, invece, supera Ivana Jorović, per poi uscire al secondo turno di qualificazioni per mano della finalista del 2014 Eugenie Bouchard. Riesce a qualificarsi per la prima volta per il tabellone principale agli US Open. Qui, dopo aver eliminato nelle qualificazioni: Vitalija D'jačenko, Jasmine Paolini e Françoise Abanda, si impone su Dajana Jastrems'ka e la ex numero uno del mondo e due volte campionessa Slam Garbiñe Muguruza. In seguito, viene sconfitta da Ashleigh Barty in due set. 
Successivamente, prende parte alle qualificazioni per il torneo di Lussemburgo vincendo il primo match contro Heather Watson, prima di ritirarsi contro Jana Fett senza scendere in campo.

### 2019: primo titolo WTA, quarti di finale a Wimbledon, a ridosso della top 20
Inizia l'anno con le qualificazioni al torneo di Brisbane, dove, dopo aver eliminato Lizette Cabrera e aver usufruito del ritiro di Dajana Jastrems'ka sul punteggio di 6-2, 5-1 per Muchová, viene eliminata in rimonta all'esordio da Potapova. Supera le qualificazioni per gli Australian Open avendo la meglio su Arina Rodionova, Ljudmila Samsonova e Jamie Loeb. Tuttavia, viene sconfitta dalla connazionale e top 10 Karolína Plíšková. Sorprende in Qatar dove approda al tabellone principale del torneo ed elimina Samantha Stosur e Hsieh Su-wei, per poi cedere ad Elina Svitolina. Qualificatasi per il torneo di Miami, si impone su Nao Hibino, ma viene fermata in rimonta dalla numero otto del ranking Angelique Kerber. A Monterrey elimina con qualche difficoltà Xu Shilin, prima di perdere nuovamente contro Kerber.
Raggiunge la prima finale WTA in carriera a Praga, venendo sconfitta solamente da Jil Teichmann, che ha la meglio per 7-6(5), 3-6, 6-4. Nel corso del torneo, estromette nell'ordine: Iga Świątek, Jennifer Brady, Natal'ja Vichljanceva e Bernarda Pera.
Si presenta a Parigi, dove elimina in rimonta Anett Kontaveit, prima di essere rimontata a sua volta da Irina-Camelia Begu. Gioca in Olanda al torneo di 's-Hertogenbosch, uscendo di scena all'esordio per mano di Alison Riske. A Wimbledon si spinge fino ai quarti di finale, dopo aver superato senza grossi problemi: Aleksandra Krunić, Madison Brengle e Anett Kontaveit. Negli ottavi di finale è opposta alla connazionale Karolína Plíšková, numero tre del ranking, che batte solo al terzo set, per 13-11, dopo un'ora e cinquanta di gioco. Successivamente si scontra con Elina Svitolina, numero otto della classifica, la quale ha la meglio sulla ceca.

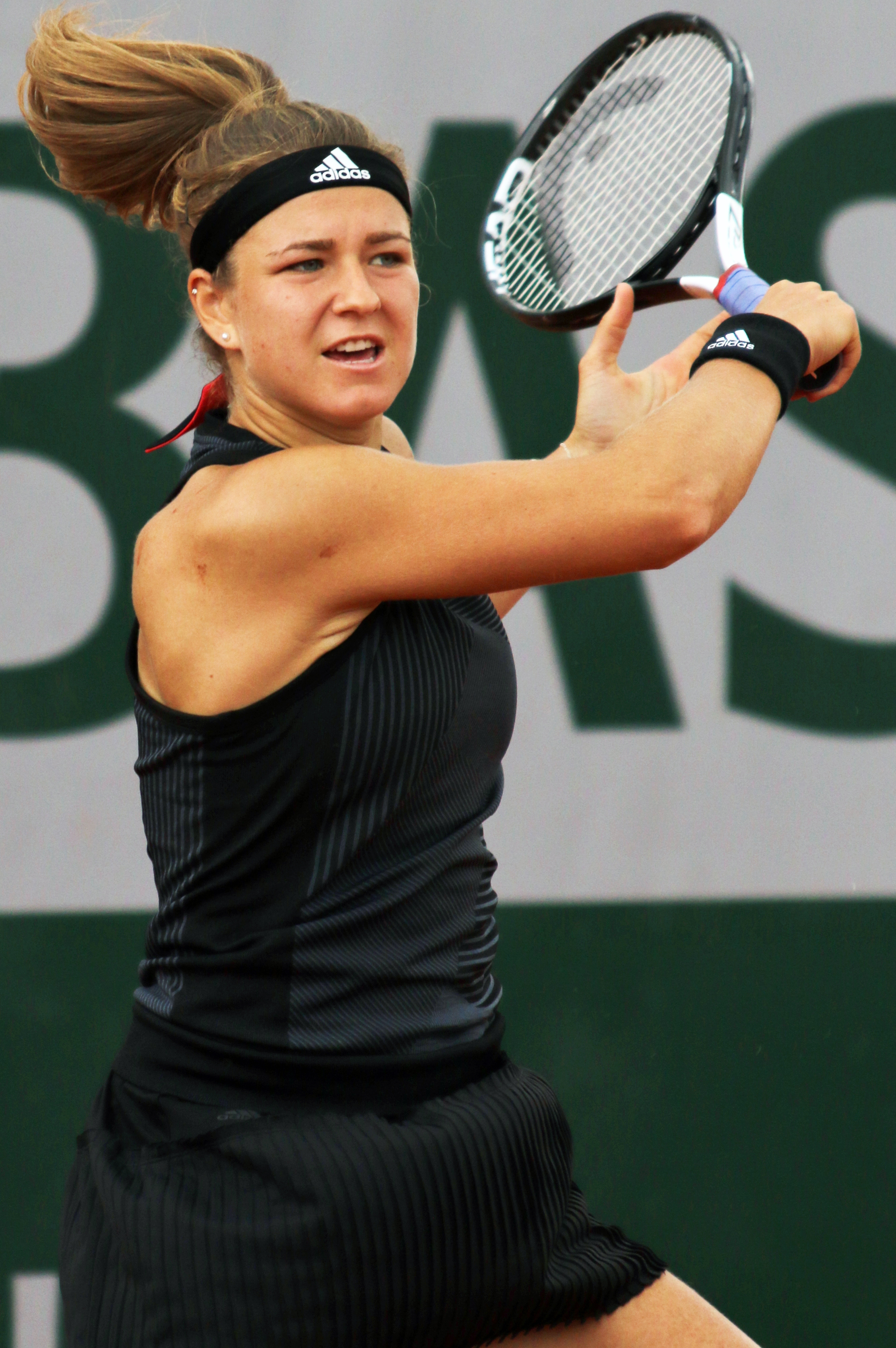
Karolína Muchová all'Open di Francia 2019

In preparazione allo US Open, prende parte al Bronx Open a New York. Qui, dopo facili vittorie su Viktória Kužmová e Kristie Ahn, cede in rimonta a Magda Linette. Disputa l'ultimo Slam della stagione eguagliando il terzo turno raggiunto l'anno precedente, dove viene sconfitta in due set dalla futura finalista Serena Williams. Inaugura lo swing asiatico con la vittoria del suo primo titolo in carriera. Nel torneo di Seoul si impone con qualche difficoltà su Alison Van Uytvanck, per poi superare Tímea Babos e Priscilla Hon; in semifinale ha la meglio su Wang Yafan, mentre nell'ultimo turno conquista il titolo sopra Linette con un doppio 6-1. Grazie a questi risultati, entra per la prima volta tra le migliori quaranta giocatrici del mondo, precisamente al 37º posto del ranking WTA. In seguito non si presenta a Wuhan per disputare il più importante torneo di Pechino, dove tuttavia viene eliminata all'esordio da Madison Keys.
Disputa la semifinale nel torneo di Mosca, la prima di categoria Premier, grazie alle vittorie su Svetlana Kuznecova, Donna Vekić ed Ekaterina Aleksandrova. Tuttavia, è costretta a cedere alla vincitrice russa del 2014 Anastasija Pavljučenkova, che prevale con il punteggio 6-4, 6(6)-7, 6-1. A fine torneo, supera le 200 vittorie nel circuito maggiore e sale alla 26ª posizione del ranking, entrando per la prima volta nella top 30. Ciò le permette di essere l'ultima tennista a qualificarsi (due giorni prima dell'inizio) per il torneo secondario alle Finals, il Elite Trophy, grazie soprattutto ai numerosi forfait delle giocatrici che la precedono in classifica, e viene inserita nel gruppo Camelia con le statunitensi Alison Riske e Sofia Kenin. Si aggiudica a fatica entrambi gli incontri in tre set, accedendo alla semifinale contro Aryna Sabalenka e spingendosi fino al 21º posto in graduatoria. Tuttavia, la bielorussa ha la meglio con il punteggio 7-5, 7-6(4), annullando anche un set point nel secondo parziale a Muchová.

### 2020
La ceca inizia l'anno a Brisbane, opposta ad Alison Riske: perde per 4-6 2-6. All'Australian Open trova, a fatica, la prima vittoria dell'anno contro Kirsten Flipkens (6-3 2-6 7-6(7)); al secondo turno, tuttavia, cede sorprendentemente alla rientrante CiCi Bellis con un doppio 4-6. Tra Dubai e Doha, Karolína coglie solo una vittoria.
Da marzo ad agosto, il circuito WTA è costretto a una pausa forzata, dovuta alla pandemia di COVID-19. La tennista di Olomouc riprende a giocare direttamente Western & Southern open, svoltosi eccezionalmente sui campi dello USTA Billie Jean King National Tennis Center di New York: ottiene il successo su Ann Li (duplice 6-4) mentre al secondo turno viene sconfitta dalla futura finalista Naomi Ōsaka, in una partita tirata (7-6(5) 4-6 2-6). Agli US Open è 20ª testa di serie: al primo turno batte Venus Williams (bi-campionessa nella Grande Mela) per 6-3 7-5. Al secondo turno si impone in due set su Anna Kalinskaja mentre al terzo turno soffre ma vince contro Sorana Cîrstea (6-3 2-6 7-6(7)). Agli ottavi (i primi in carriera colti nello slam americano) viene sconfitta da Viktorija Azarenka per 7-5 1-6 4-6
Chiude l'anno giocando sulla terra di Parigi e sul veloce di Ostrava: nel primo caso esce di scena contro Christina McHale, mentre in patria batte Shuai Zhang con un doppio 6-1 prima di essere superata da Elise Mertens (4-6 2-6). Chiude l'anno da numero 27 del mondo.

### 2021: semifinale agli Australian Open e ritorno nei quarti a Wimbledon, top 20
La ceca inizia l'anno al WTA 500 di Abu Dhabi, dove è accreditata della 12ª testa di serie. Dopo una comoda vittoria su Danka Kovinic (6-4 6-1), decide di ritirarsi prima del match contro Kasatkina. Al Gippsland Trophy, Muchová è 8ª testa di serie: dopo un bye al primo turno, elimina McNally (doppio 6-1) e Paolini (6-2 4-6 6-4), giungendo ai quarti, dove si ritira prima del match contro Kaia Kanepi. Agli Australian Open, estromette, in ordine, Ostapenko (7-5 6-2), Barthel (6-4 6-1) e la numero 6 del mondo Karolína Plíšková (7-5 7-5); al quarto turno, sfida prevale su Elise Mertens per 7-6(5) 7-5, approdando al suo secondo quarto di finale Slam della carriera. Nella circostanza, si sbarazza della numero uno del mondo e padrona di casa Ashleigh Barty per 1-6 6-3 6-2, accedendo alla prima semifinale Slam in carriera, dove cede alla statunitense Jennifer Brady in tre set (4-6 6-3 4-6).
Dopo aver saltato gli appuntamenti sul cemento di febbraio-marzo, la ceca inaugura a Stoccarda la stagione su terra: esce di scena al primo turno contro Ekaterina Aleksandrova (6-4 2-6 3-6). Nel frattempo Karolína riesce ad approdare in top-20, piazzandosi proprio al 20º posto. Gioca meglio a Madrid, dove batte nettamente Wang (6-1 6-3) per poi eliminare la numero due del mondo Naomi Ōsaka (6-4 3-6 6-1). Vince ancora su Maria Sakkarī al terzo turno (6-0 6(9)-7 7-5) prima di perdere da Anastasija Pavljučenkova in due tie-break. Gioca un discreto torneo al Roland Garros, dove, da 18ª testa di serie, giunge fino al terzo turno, battuta da Sloane Stephens (3-6 5-7). Dopo una sconfitta prematura a Berlino, partecipa al torneo di Wimbledon: batte Zhang Shuai (6-3 6-3), Camila Giorgi (6-3 5-7 6-3), Pavljučenkova (7-5 6-3) e Paula Badosa (7-6(6) 6-4), replicando i quarti di finale colti nel 2019. Come successe nel suo altro quarto major, anche in questo caso Muchová non riesce a raggiungere la semifinale, cedendo alla campionessa del 2018 Angelique Kerber (2-6 3-6).
La ceca ritorna poi in campo a Toronto, dove incassa una sconfitta all'esordio contro Océane Dodin (3-6 6-1 2-6); va meglio a Cincinnati, dove supera Johanna Konta in tre set (3-6 7-6(5) 6-2) e poi la campionessa in carica Bianca Andreescu (6-4 6-2). Agli ottavi è comunque costretta al ritiro contro l'oro olimpico di Tokyo Belinda Bencic, sul 5-7 1-2. Agli US Open, da 22ª testa di serie, viene eliminata da Sara Sorribes Tormo per 2-6 6(3)-7. Non disputa più alcun torneo e chiude la stagione al numero 32 del mondo.

### 2022: infortuni ed uscita dalla top 100
Dopo aver saltato la trasferta australiana a causa di un infortunio, Muchová torna in campo a Miami: batte la connazionale Tereza Martincová, per poi sorprendere la recente finalista dello US Open Leylah Fernandez (6-4, 7-6(3)). Prima di scendere in campo contro Naomi Ōsaka, è costretta a dare forfait per un problema agli addominali. Sulla terra, gioca a Madrid, dove esce al secondo turno contro la top-15 Belinda Bencic in tre set. Dopo un primo turno a Roma, partecipa al Roland Garros, suo primo appuntamento Slam stagionale: qui elimina Carole Monnet e poi la numero tre del ranking Maria Sakkarī. Per la ceca si tratta della sesta vittoria in carriera su una top-10 e il secondo terzo turno nel torneo consecutivo. Nella circostanza, nella sfida contro Amanda Anisimova, è costretta al ritiro nel corso del terzo parziale a causa di una caduta.
Dopo due uscite premature a Berlino e Wimbledon, allo US Open viene sconfitta subito da Tomljanović. A Tallinn, Muchová centra il primo quarto di finale stagionale, dove si arrende alla padrona di casa Kaia Kanepi al tie-break del terzo set; a Ostrava cede al secondo turno a Caty McNally. Termina la stagione fuori dalla top 100, al numero 149 del mondo.

### 2023: finale al Roland Garros, semifinale allo US Open e top ten, infortunio al polso
Inizia l'anno ad Auckland, dove giunge ai quarti di finale, cedendo alla qualificata Rebeka Masarova. All'Australian Open, dopo il successo su Lesja Curenko, si arrende alla finalista in carica Danielle Collins. A Doha esce al secondo turno contro la numero 5 del mondo Caroline Garcia, mentre a Dubai batte Bernarda Pera, Sorana Cîrstea e la top 10 Bencic agli ottavi; nei quarti è costretta al walkover prima di scendere in campo contro Jessica Pegula. A Indian Wells elimina la connazionale Markéta Vondroušová, centrando così un altro quarto di finale stagionale di livello 1000, in cui cede a Elena Rybakina, futura campionessa del torneo. A Miami, dopo aver superato le qualificazioni, si arrende terzo turno alla romena Cîrstea. Sulla terra, dopo il secondo turno di Madrid, raggiunge gli ottavi a Roma, dove perde da Paula Badosa.

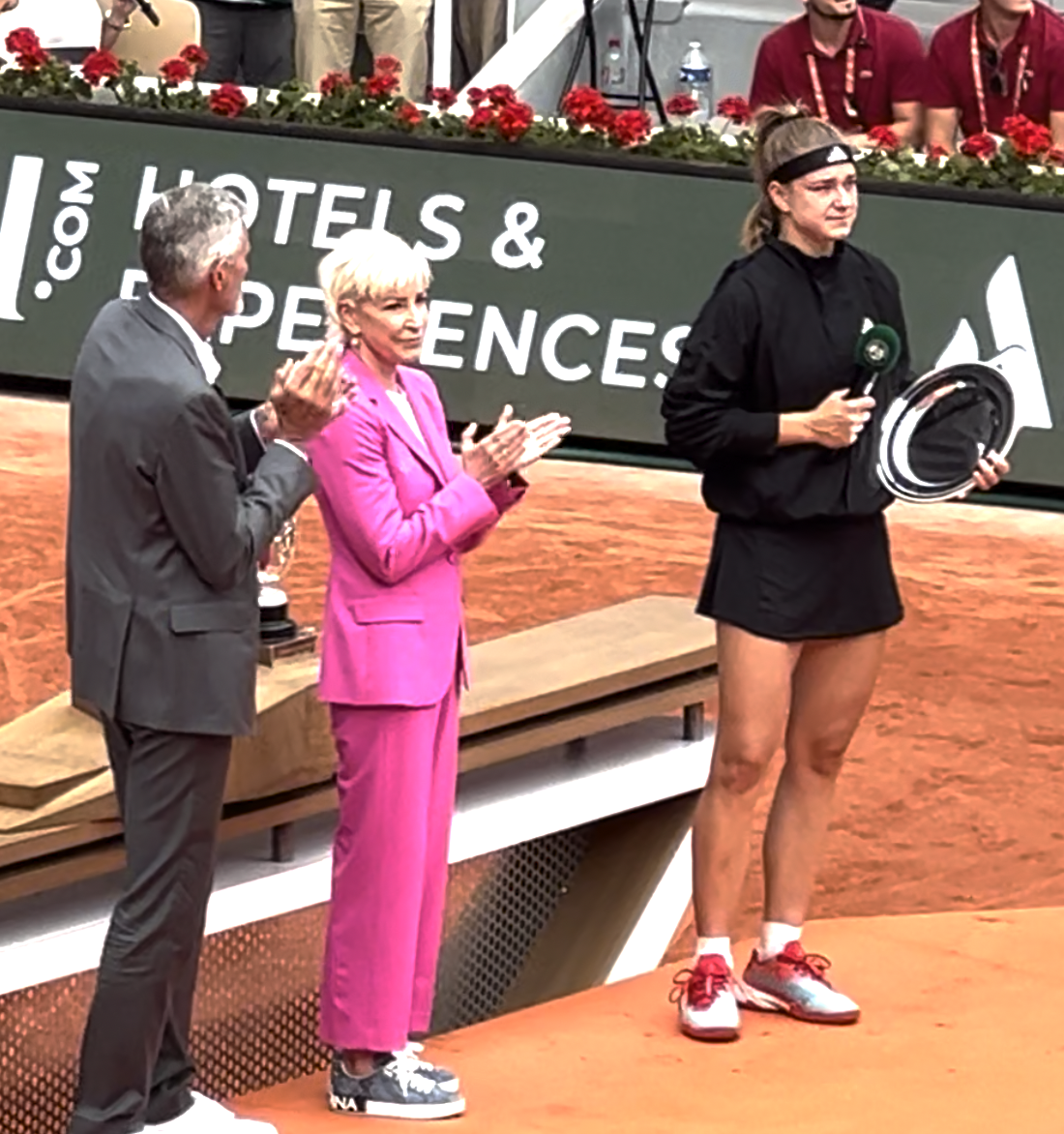
Karolína Muchová durante il discorso di premiazione all'Open di Francia 2023

Al Roland Garros sconfigge la numero otto del mondo Maria Sakkarī. Al secondo turno elimina un'altra ex semifinalista dello Slam parigino, Nadia Podoroska. Dopo aver superato anche Irina-Camelia Begu e Elina Avanesjan, supera ai quarti la finalista del 2021 Anastasija Pavljučenkova. Nella semifinale aggiunge un'altra vittoria contro una top 10, battendo la numero due del mondo Aryna Sabalenka. Nella finale trova la numero uno del mondo e campionessa in carica Iga Świątek che si aggiudica il titolo dopo quasi tre ore di gioco, con il punteggio di 2-6, 7-5, 4-6. Grazie allo straordinario risultato colto, la ceca riesce a rientrare in top 20 dopo due anni.
Muchova torna in campo a Wimbledon, dove esce già al primo turno. Non va meglio a Varsavia, dove si arrende al secondo contro la slovacca Rebecca Šramková. Sul cemento americano, centra gli ottavi al Canadian Open, persi contro Świątek. Successivamente, prende parte al torneo di Cincinnati: al primo turno supera Beatriz Haddad Maia in tre parziali; al secondo round, batte Petra Martić, mentre agli ottavi elimina la top-10 Sakkarī per la seconda volta in stagione. Nei quarti, approfitta del ritiro della connazionale Marie Bouzková approdando in semifinale, dove riaffronta e bissa il successo su Sabalenka, raggiungendo così la sua prima finale di livello 1000 in carriera. Nella circostanza, si arrende a Coco Gauff. Grazie però all'ottimo torneo disputato, Muchová scala la classifica WTA e si assesta alla 10ª posizione, suo primo ingresso in top-10.
Successivamente, partecipa allo US Open: a New York batte agevolmente Storm Hunter, e Magdalena Fręch, per poi superare la padrona di casa Taylor Townsend al terzo turno. Karolína accede agli ottavi contro Wang Xinyu, su cui si impone, raggiungendo i suoi primi quarti di finale a New York, e in tutti gli Slam nella sua carriera. Dopo aver battuto Cîrstea, ritrova in semifinale Gauff che la sconfigge nuovamente. Grazie all'ottimo risultato, sale di due posti in classifica, portandosi al suo nuovo best-ranking di numero otto al mondo.
Qualificatasi di diritto per le WTA Finals di Cancún, il 24 ottobre è costretta a dichiarare forfait per un infortunio al polso. Termina comunque la stagione al numero 8 del mondo.

### 2024: rientro dopo l'operazione al polso, seconda semifinale allo US Open

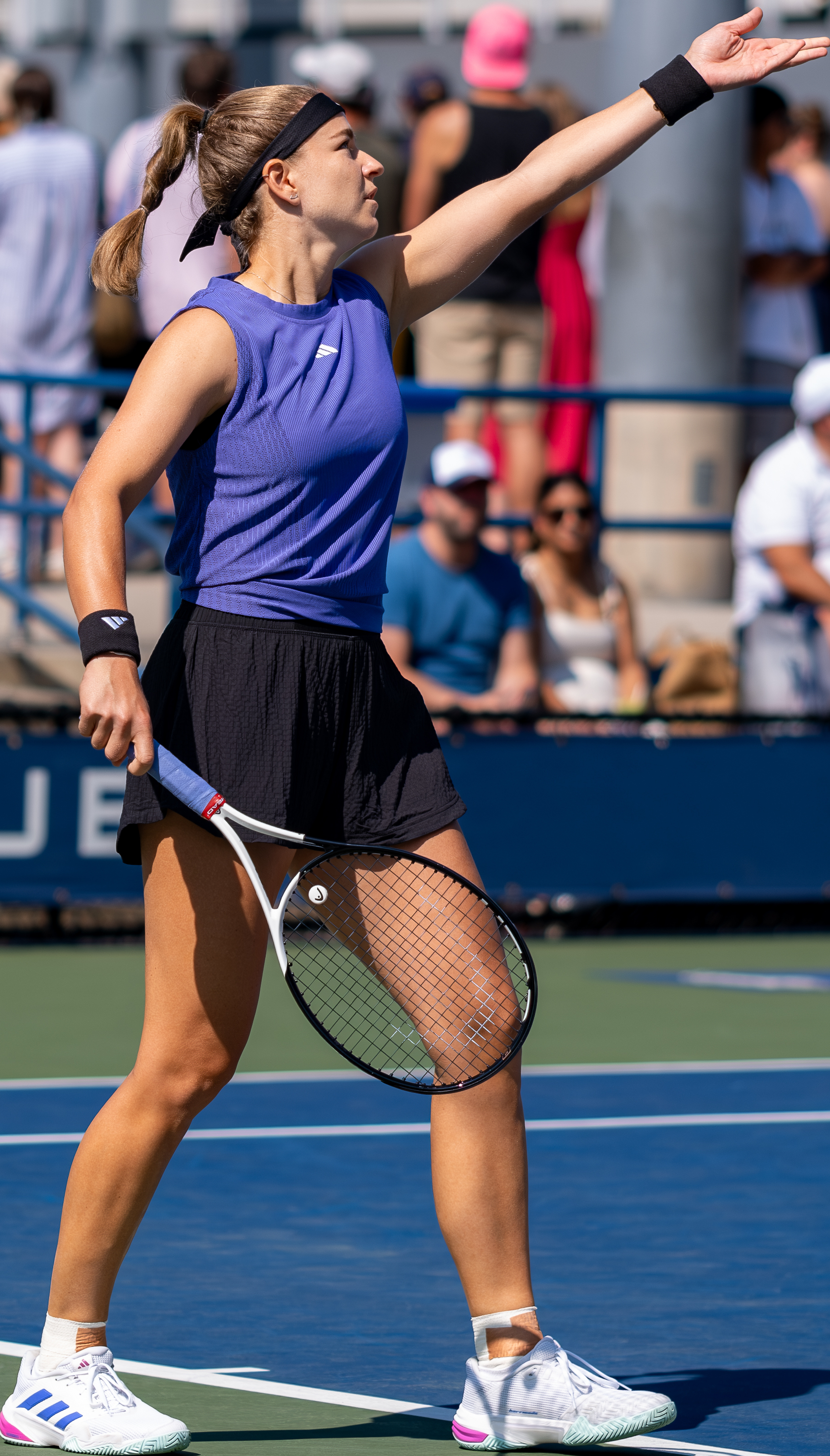
Karolína Muchová allo US Open 2024

Dopo aver saltato l'Australian Open, Muchová decide di sottoporsi a un intervento chirurgico al polso destro a febbraio. L'allontanamento causato dall'operazione la porta ad uscire dalle prime trenta del mondo, non potendo difendere fra gli altri i punti della finale Slam conquistata l'anno prima a Parigi. Torna in campo solo a giugno, sull'erba di Eastbourne dove centra i quarti di finale. Subisce la seconda sconfitta consecutiva all'esordio a Wimbledon, questa volta per mano di Paula Badosa. In preparazione ai Giochi olimpici di Parigi 2024, tenuti sui campi in terra rossa dello Stade Roland Garros, disputa il torneo di Palermo, dove centra la finale ma viene fermata dalla prima testa di serie e campionessa in carica Zheng Qinwen in tre set. Alle Olimpiadi delude nel singolare venendo eliminata al primo turno da Leylah Fernandez, mentre nel doppio insieme a Linda Nosková si spinge fino alla finalina per la medaglia di bronzo, persa contro la coppia spagnola formata da Cristina Bucșa e Sara Sorribes Tormo. Sul veloce nordamericano, dopo essere stata superata in rimonta da Jessica Pegula nel match di secondo turno a Cincinnati, ritrova il suo tennis migliore allo US Open, dove si spinge fino alla semifinale consecutiva nello Slam newyorkese. Anche in tale circostanza, a sbarrarle la strada è la padrona di casa Pegula, che recupera il match 6-4, 6-2 dopo aver perso il primo set per 6-1.

## Statistiche WTA

### Singolare

#### Vittorie (1)
| Legenda               | Legenda      |
| --------------------- | ------------ |
| Grande Slam (0)       |              |
| Ori Olimpici (0)      |              |
| WTA Finals (0)        |              |
| WTA Elite Trophy (0)  |              |
| Dal 2009 al 2020      | Dal 2021     |
| Premier Mandatory (0) | WTA 1000 (0) |
| Premier 5 (0)         | WTA 1000 (0) |
| Premier (0)           | WTA 500 (0)  |
| International (1)     | WTA 250 (0)  |

| N. | Data              | Torneo           | Superficie | Avversaria in finale | Punteggio |
| 1. | 22 settembre 2019 | Korea Open, Seul | Cemento    | Magda Linette        | 6-1, 6-1  |

#### Sconfitte (5)
| Legenda               | Legenda      |
| --------------------- | ------------ |
| Grande Slam (1)       |              |
| Argenti Olimpici (0)  |              |
| WTA Finals (0)        |              |
| WTA Elite Trophy (0)  |              |
| Dal 2009 al 2020      | Dal 2021     |
| Premier Mandatory (0) | WTA 1000 (2) |
| Premier 5 (0)         | WTA 1000 (2) |
| Premier (0)           | WTA 500 (0)  |
| International (1)     | WTA 250 (1)  |

| N. | Data           | Torneo                       | Superficie  | Avversaria in finale | Punteggio        |
| 1. | 4 maggio 2019  | Prague Open, Praga           | Terra rossa | Jil Teichmann        | 6(5)-7, 6-3, 4-6 |
| 2. | 10 giugno 2023 | Open di Francia, Parigi      | Terra rossa | Iga Świątek          | 2-6, 7-5, 4-6    |
| 3. | 20 agosto 2023 | Cincinnati Open, Cincinnati  | Cemento     | Coco Gauff           | 3-6, 4-6         |
| 4. | 21 luglio 2024 | Palermo Ladies Open, Palermo | Terra rossa | Zheng Qinwen         | 4-6, 6-4, 2-6    |
| 5. | 6 ottobre 2024 | China Open, Pechino          | Cemento     | Coco Gauff           | 1-6, 3-6         |

### Doppio

#### Sconfitte (0)
| Legenda              |
| -------------------- |
| Grande Slam (0)      |
| Argenti Olimpici (0) |
| WTA Finals (0)       |
| WTA Elite Trophy (0) |
| Dal 2021             |
| WTA 1000 (0)         |
| WTA 500 (0)          |
| WTA 250 (0)          |

| N. | Data          | Torneo                              | Superficie  | Compagna      | Avversarie in finale               | Punteggio |
|    | 4 agosto 2024 | 4º posto ai Giochi Olimpici, Parigi | Terra rossa | Linda Nosková | Cristina Bucșa Sara Sorribes Tormo | 2-6, 2-6  |

## Statistiche ITF

### Singolare

#### Vittorie (2)
| Torneo $100.000 (0) |
| Torneo $80.000 (0)  |
| Torneo $75.000 (0)  |
| Torneo $60.000 (0)  |
| Torneo $50.000 (0)  |
| Torneo $25.000 (0)  |
| Torneo $15.000 (0)  |
| Torneo $10.000 (2)  |

| N. | Data          | Torneo                                     | Superficie  | Avversaria in finale | Punteggio |
| 1. | 3 agosto 2014 | ITF Women's Circuit Michalovce, Michalovce | Terra rossa | Jana Jablonovská     | 6–3, 6–1  |
| 2. | 27 marzo 2016 | Jolie Ville Golf Women's, Sharm el-Sheikh  | Cemento     | Anastasija Komardina | 6-0, 6–2  |

#### Sconfitte (8)
| Torneo $100.000 (0) |
| Torneo $80.000 (2)  |
| Torneo $75.000 (0)  |
| Torneo $60.000 (1)  |
| Torneo $50.000 (1)  |
| Torneo $25.000 (2)  |
| Torneo $15.000 (0)  |
| Torneo $10.000 (2)  |

| N. | Data             | Torneo                                    | Superficie    | Avversaria in finale   | Punteggio     |
| 1. | 14 febbraio 2016 | ITF Women's Circuit Trnava, Trnava        | Cemento (i)   | Ekaterina Aleksandrova | 1-6, 3-6      |
| 2. | 13 marzo 2016    | Jolie Ville Golf Women's, Sharm el-Sheikh | Cemento       | Anna Morgina           | 6-1, 0-6, 3-6 |
| 3. | 31 maggio 2016   | Hódmezővásárhely Open, Hódmezővásárhely   | Terra rossa   | Tamara Zidanšek        | 6-4, 2-6, 4-6 |
| 4. | 12 giugno 2016   | Bredeney Ladies Open, Essen               | Terra rossa   | Sara Sorribes Tormo    | 6(5)-7, 4-6   |
| 5. | 30 luglio 2017   | Advantage Cars Prague Open, Praga         | Terra rossa   | Markéta Vondroušová    | 5-7, 1-6      |
| 6. | 25 febbraio 2018 | Altenkirchen Ladies Open, Altenkirchen    | Sintetico (i) | Harriet Dart           | 6(5)-7, 2-6   |
| 7. | 31 marzo 2018    | Open de Seine-et-Marne, Croissy-Beaubourg | Cemento (i)   | Anna Blinkova          | w/o           |
| 8. | 22 luglio 2018   | ITS Cup, Olomouc                          | Terra rossa   | Fiona Ferro            | 4-6, 4-6      |

### Doppio

#### Vittorie (1)
| Torneo $100.000 (0) |
| Torneo $80.000 (0)  |
| Torneo $75.000 (0)  |
| Torneo $60.000 (0)  |
| Torneo $50.000 (0)  |
| Torneo $25.000 (0)  |
| Torneo $15.000 (0)  |
| Torneo $10.000 (1)  |

| No. | Data              | Torneo                                                       | Superficie  | Partner          | Rivali in finale                 | Risultato   |
| 1.  | 21 settembre 2014 | ITF Women's Circuit Hluboká nad Vltavou, Hluboká nad Vltavou | Terra rossa | Jana Jablonovská | Veronika Kolářová Petra Krejsová | 7-6(2), 7-5 |

#### Sconfitte (2)
| Torneo $100.000 (0) |
| Torneo $80.000 (0)  |
| Torneo $75.000 (0)  |
| Torneo $60.000 (0)  |
| Torneo $50.000 (0)  |
| Torneo $25.000 (1)  |
| Torneo $15.000 (1)  |
| Torneo $10.000 (0)  |

| No. | Data             | Torneo                    | Superficie    | Partner             | Rivali in finale                  | Risultato   |
| 1.  | 22 novembre 2014 | Hart Open, Zawada         | Sintetico (i) | Gabriela Chmelinová | Anhelina Kalinina Anna Škudun     | 0-6, 6(3)-7 |
| 2.  | 12 marzo 2017    | GD Tennis Academy, Adalia | Terra rossa   | Barbora Miklová     | Anastasija Frolova Alena Tarasova | 5-7, 1-6    |

## Risultati in progressione
| Sigla | Risultato               |
| ----- | ----------------------- |
| V     | Vincitore               |
| F     | Finalista               |
| SF    | Semifinalista           |
| O     | Oro olimpico            |
| A     | Argento olimpico        |
| SF    | Bronzo olimpico         |
| QF    | Quarti di Finale        |
| 4T    | Quarto turno            |
| 3T    | Terzo turno             |
| 2T    | Secondo turno           |
| 1T    | Primo turno             |
| RR    | Round Robin             |
| LQ    | Turno di qualificazione |
| A     | Assente                 |
| ND    | Non disputato           |

| Legenda superfici    |
| -------------------- |
| Cemento              |
| Terra battuta        |
| Erba                 |
| Superficie variabile |

### Singolare
Aggiornato a fine China Open 2024 
| Tornei del Grande Slam |                 |                 |                 |                 |               |               |               |               |      |            |            |
| Australian Open        | Assente         | Assente         | Assente         | 1T              | 2T            | SF            | A             | 2T            | A    | 0 / 4      | 7–4        |
| Open di Francia        | Assente         | Assente         | Q1              | 2T              | 1T            | 3T            | 3T            | F             | A    | 0 / 5      | 11–5       |
| Wimbledon              | Assente         | Assente         | Q2              | QF              | ND            | QF            | 1T            | 1T            | 1T   | 0 / 5      | 8–5        |
| US Open                | Q1              | A               | 3T              | 3T              | 4T            | 1T            | 1T            | SF            | SF   | 0 / 7      | 17–7       |
| Giochi olimpici        |                 |                 |                 |                 |               |               |               |               |      |            |            |
| Giochi olimpici        | A               | Non disputati   | Non disputati   | Non disputati   | Non disputati | A             | ND            | ND            | 1T   | 0 / 1      | 0–1        |
| Tornei di fine anno    |                 |                 |                 |                 |               |               |               |               |      |            |            |
| WTA Finals             | Non qualificata | Non qualificata | Non qualificata | Non qualificata | ND            | NQ            | NQ            | A             |      | 0 / 0      | 0–0        |
| WTA Elite Trophy       | Non qualificata | Non qualificata | Non qualificata | SF              | Non disputato | Non disputato | Non disputato | NQ            | ND   | 0 / 1      | 2–1        |
| WTA 1000               |                 |                 |                 |                 |               |               |               |               |      |            |            |
| Doha / Dubai           | Assente         | Assente         | Assente         | Assente         | 2T            | Assente       | Assente       | QF            | A    | 0 / 2      | 4–1        |
| Indian Wells           | Assente         | Assente         | Assente         | Assente         | ND            | Assente       | Assente       | QF            | A    | 0 / 1      | 4–1        |
| Miami                  | Assente         | Assente         | Assente         | 2T              | ND            | A             | 3T            | 3T            | A    | 0 / 3      | 5–2        |
| Madrid                 | Assente         | Assente         | Assente         | Assente         | ND            | QF            | 2T            | 2T            | A    | 0 / 3      | 5–2        |
| Roma                   | Assente         | Assente         | Assente         | Assente         | Assente       | Assente       | 1T            | 4T            | A    | 0 / 2      | 3–2        |
| Montréal / Toronto     | Assente         | Assente         | Assente         | Assente         | ND            | 1T            | A             | 3T            | A    | 0 / 2      | 2–2        |
| Cincinnati             | Assente         | Assente         | Assente         | Assente         | 2T            | 3T            | A             | F             | 2T   | 0 / 4      | 9–4        |
| Pechino                | Assente         | Assente         | Assente         | 1T              | Non disputato | Non disputato | Non disputato | A             | F    | 0 / 2      | 6–2        |
| Wuhan                  | Assente         | Assente         | Assente         | Assente         | Non disputato | Non disputato | Non disputato | Non disputato | A    | 0 / 0      | 0–0        |
| Carriera               |                 |                 |                 |                 |               |               |               |               |      |            |            |
| Tornei giocati         | 0               | 1               | 1               | 14              | 8             | 11            | 9             | 14            | 7    | 65         | 65         |
| Titoli                 | 0               | 0               | 0               | 1               | 0             | 0             | 0             | 0             | 0    | 1          | 1          |
| Finali                 | 0               | 0               | 0               | 2               | 0             | 0             | 0             | 2             | 2    | 6          | 6          |
| Totale V–S             | 0–0             | 0–1             | 2–1             | 28–13           | 7–8           | 19–9          | 9–9           | 38–13         | 18–7 | 121–61     | 121–61     |
| Vittorie %             | –               | 0%              | 67%             | 68%             | 47%           | 68%           | 50%           | 75%           | 72%  | 66%        | 66%        |
| Ranking a fine anno    | 208             | 272             | 145             | 21              | 27            | 32            | 149           | 8             |      | $6.633.833 | $6.633.833 |

Note
1. ↑  Il Dubai Tennis Championships e il Qatar Ladies Open di Doha si scambiarono frequentemente lo status tra evento Premier ed evento Premier 5 dal 2009 al 2020, mentre dal 2021 tra evento WTA 1000 e WTA 500.
2. ↑  Il ritiro ai quarti di finale prima di scendere in campo non viene considerato come una sconfitta per Muchová.
3. ↑  Il ritiro al terzo turno prima di scendere in campo non viene considerato come una sconfitta per Muchová.

## Vittorie contro giocatrici Top 10
| Stagione | 2019 | 2020 | 2021 | 2022 | 2023 | 2024 | 2025 | Totale |
| Vittorie | 1    | 0    | 4    | 1    | 5    | 3    | 1    | 15     |

| #    | Giocatrice            | Ranking | Evento                            | Superficie  | Turno | Punteggio           | Rank. KMR |
| ---- | --------------------- | ------- | --------------------------------- | ----------- | ----- | ------------------- | --------- |
| 2019 |                       |         |                                   |             |       |                     |           |
| 1.   | Karolína Plíšková (1) | 3       | Torneo di Wimbledon, Londra       | Erba        | 4T    | 4-6, 7-5, 13-11     | 68        |
| 2021 |                       |         |                                   |             |       |                     |           |
| 2.   | Karolína Plíšková (2) | 6       | Australian Open, Melbourne        | Cemento     | 3T    | 7-5, 7-5            | 27        |
| 3.   | Ashleigh Barty        | 1       | Australian Open, Melbourne        | Cemento     | QF    | 1-6, 6-3, 6-2       | 27        |
| 4.   | Naomi Ōsaka           | 2       | Madrid Open, Madrid               | Terra rossa | 2T    | 6-4, 3-6, 6-1       | 20        |
| 5.   | Bianca Andreescu      | 8       | Cincinnati Open, Cincinnati       | Cemento     | 2T    | 6-4, 6-2            | 23        |
| 2022 |                       |         |                                   |             |       |                     |           |
| 6.   | Maria Sakkarī (1)     | 3       | Open di Francia, Parigi           | Terra rossa | 2T    | 7-6(5), 7-6(4)      | 81        |
| 2023 |                       |         |                                   |             |       |                     |           |
| 7.   | Belinda Bencic        | 9       | Dubai Tennis Championships, Dubai | Cemento     | 3T    | 6-1, 6-4            | 112       |
| 8.   | Maria Sakkarī (2)     | 8       | Open di Francia, Parigi           | Terra rossa | 1T    | 7-6(5), 7-5         | 43        |
| 9.   | Aryna Sabalenka (1)   | 2       | Open di Francia, Parigi           | Terra rossa | SF    | 7-6(5), 6(5)-7, 7-5 | 43        |
| 10.  | Maria Sakkarī (3)     | 8       | Cincinnati Open, Cincinnati       | Cemento     | 3T    | 6-3, 2-6, 6-3       | 17        |
| 11.  | Aryna Sabalenka (2)   | 2       | Cincinnati Open, Cincinnati       | Cemento     | SF    | 6(4)-7, 6-3, 6-2    | 17        |
| 2024 |                       |         |                                   |             |       |                     |           |
| 12.  | Jasmine Paolini       | 5       | US Open, New York                 | Cemento     | 4T    | 6-3, 6-3            | 52        |
| 13.  | Aryna Sabalenka (3)   | 2       | China Open, Pechino               | Cemento     | QF    | 7-6(5), 2-6, 6-4    | 49        |
| 14.  | Zheng Qinwen          | 7       | China Open, Pechino               | Cemento     | SF    | 6-3, 6-4            | 49        |
| 2025 |                       |         |                                   |             |       |                     |           |
| 15.  | Jasmine Paolini (2)   | 4       | United Cup, Sydney                | Cemento     | QF    | 6-2, 6-2            | 22        |